# Gran Premio de España de Motociclismo de 1975
El Gran Premio de España de Motociclismo de 1975 fue la segunda prueba de la temporada 1975 del Campeonato Mundial de Motociclismo. El Gran Premio se disputó el 20 de abril de 1975 en el Circuito del Jarama.

## Resultados 350cc
En la carrera de 350cc, Víctor Palomo y Hideo Kanaya fueron más rápido de los entrenamientos. Sin embargo, el campeón italiano Giacomo Agostini lideró la carrera de principio a fin. El venezolano Johnny Cecotto no pudo competir con Ago y acabó segundo por delante de Kanaya.
| Pos.    | Piloto              | Equipo          | Tiempo     | Pts. |
| ------- | ------------------- | --------------- | ---------- | ---- |
| 1       | Giacomo Agostini    | Yamaha          | 1h 04' 18" | 15   |
| 2       | Johnny Cecotto      | Yamaha          | +9" 8      | 12   |
| 3       | Hideo Kanaya        | Yamaha          | +1' 05" 5  | 10   |
| 4       | Victor Palomo       | SMAC-Yamaha     | +1' 30" 3  | 8    |
| 5       | Dieter Braun        | Yamaha          | +1 Vuelta  | 6    |
| 6       | Pentti Korhonen     | Yamaha          | +1 Vuelta  | 5    |
| 7       | Gérard Choukroun    | Yamaha          | +1 Vuelta  | 4    |
| 8       | Walter Villa        | Harley-Davidson | +1 Vuelta  | 3    |
| 9       | Edu Celso-Santos    | Yamaha          | +1 Vuelta  | 2    |
| 10      | John Williams       | Dugdale-Yamaha  | +1 Vuelta  | 1    |
| 11      | Tom Herron          | Yamaha          | +1 Vuelta  |      |
| 12      | Maurice Maingret    | Yamaha          | +2 Vueltas |      |
| 13      | Kjell Solberg       | Yamaha          | +2 Vueltas |      |
| 14      | Nico van der Zanden | Yamaha          | +3 Vueltas |      |
| 15      | Helmut Kassner      | Yamaha          | +3 Vueltas |      |
| Ret     | Giovanni Proni      | Yamaha          | Ret        |      |
| Ret     | Tony Rutter         | SMAC-Yamaha     | Ret        |      |
| Ret     | Michel Rougerie     | Harley-Davidson | Ret        |      |
| Ret     | Jaime Samaranch     | Yamaha          | Ret        |      |
| Ret     | Peter McKinley      | Yamaha          | Ret        |      |
| Ret     | Chas Mortimer       | Maxton-Yamaha   | Ret        |      |
| Ret     | Rolf Minhoff        | Yamaha          | Ret        |      |
| Ret     | Edmar Ferreira      | Yamaha          | Ret        |      |
| Ret     | Philippe Bouzanne   | Yamaha          | Ret        |      |
| Ret     | Christian Huguet    | Yamaha          | Ret        |      |
| Ret     | Charlie Williams    | Yamaha          | Ret        |      |
| Ret     | Alex George         | Yamaha          | Ret        |      |
| Ret     | Patrick Pons        | Yamaha          | Ret        |      |
| Fuente: |                     |                 |            |      |

## Resultados 250cc
En el cuarto de litro, la Harley-Davidson de Walter Villa fue el más rápido en los entrenamientos pero en la carrera fue Johnny Cecotto (Yamaha) en la que estuvo en cabeza hasta que se le rompió la cadena de transmisión. El español Benjamín Grau (Derbi), quien había impresionado en la clase de 125cc siendo el más rápido en los entrenamientos, consiguió una prodigiosa remontadas hasta acabar en el podio.
| Pos.    | Piloto              | Equipo          | Tiempo       | Pts. |
| ------- | ------------------- | --------------- | ------------ | ---- |
| 1       | Walter Villa        | Harley-Davidson | 1h 00' 59" 8 | 15   |
| 2       | Patrick Pons        | Yamaha          | +19" 3       | 12   |
| 3       | Benjamín Grau       | Derbi           | +1' 19" 6    | 10   |
| 4       | Chas Mortimer       | Maxton-Yamaha   | +1' 20" 7    | 8    |
| 5       | Rolf Minhoff        | Yamaha          | +1' 32" 8    | 6    |
| 6       | Michel Rougerie     | Harley-Davidson | +1 Vuelta    | 5    |
| 7       | Tom Herron          | Yamaha          | +1 Vuelta    | 4    |
| 8       | Peter McKinley      | Yamaha          | +1 Vuelta    | 3    |
| 9       | Tapio Virtanen      | Yamaha          | +1 Vuelta    | 2    |
| 10      | Vincenzo Cascino    | Harley-Davidson | +1 Vuelta    | 1    |
| 11      | Giovanni Proni      | Yamaha          | +2 Vueltas   |      |
| 12      | Edu Celso-Santos    | Yamaha          | +2 Vueltas   |      |
| 13      | Alex George         | Yamaha          | +2 Vueltas   |      |
| Ret     | Víctor Palomo       | SMAC-Yamaha     | Ret          |      |
| Ret     | Leif Gustafsson     | Yamaha          | Ret          |      |
| Ret     | Dieter Braun        | Yamaha          | Ret          |      |
| Ret     | Gérard Choukroun    | Yamaha          | Ret          |      |
| Ret     | Johnny Cecotto      | Yamaha          | Ret          |      |
| Ret     | Pentti Korhonen     | Yamaha          | Ret          |      |
| Ret     | John Williams       | Yamaha          | Ret          |      |
| Ret     | Charlie Williams    | Yamaha          | Ret          |      |
| Ret     | Paolo Pileri        | Yamaha          | Ret          |      |
| Ret     | Tony Rutter         | Yamaha          | Ret          |      |
| Ret     | Philippe Bouzanne   | Yamaha          | Ret          |      |
| Ret     | Kjell Solberg       | Yamaha          | Ret          |      |
| Ret     | Ikujiro Takai       | Yamaha          | Ret          |      |
| Ret     | Jaime Samaranch     | Harley-Davidson | Ret          |      |
| Ret     | Harald Bartol       | Yamaha          | Ret          |      |
| DNQ     | Nico van der Zanden | Yamaha          | DNQ          |      |
| Fuente: |                     |                 |              |      |

## Resultados 125cc
En el octavo de litro, el piloto local Benjamín Grau (Derbi) fue el más rápido en los entrenamientos y las dos Morbidelli se situaron en la primera fila al lado de él. Pero ya en la carrera, el sueco Kent Andersson (Yamaha), que tuvo problemas importantes en los entrenamientos y solo pudo ser 13º, se unió a las Morbidelli, pero no pudo pasar a Paolo Pileri, que se llevó la victoria. Grau tuvo un mal comienzo, pero volvió a avanzar gracias a una vuelta récord, pero luego se retiró.
| Pos.    | Piloto             | Moto        | Tiempo     | Pts. |
| ------- | ------------------ | ----------- | ---------- | ---- |
| 1       | Paolo Pileri       | Morbidelli  | 56' 00" 9  | 15   |
| 2       | Kent Andersson     | Yamaha      | +30" 7     | 12   |
| 3       | Bruno Kneubühler   | Yamaha      | +1' 01" 4  | 10   |
| 4       | Pier Paolo Bianchi | Morbidelli  | +1' 21" 2  | 8    |
| 5       | Leif Gustafsson    | Yamaha      | +1 Vuelta  | 6    |
| 6       | Hans Müller        | Yamaha      | +1 Vuelta  | 5    |
| 7       | Johann Zemsauer    | Rotax       | +1 Vuelta  | 4    |
| 8       | Eugenio Lazzarini  | Piovaticci  | +1 Vuelta  | 3    |
| 9       | Peter Frohnmeyer   | Maico       | +1 Vuelta  | 2    |
| 10      | Pentti Salonen     | Yamaha      | +1 Vuelta  | 1    |
| 11      | Hugo Vignetti      | Derbi       | +2 Vueltas |      |
| 12      | Mario Francioni    | Yamaha      | +2 Vueltas |      |
| 13      | Cees van Dongen    | Yamaha      | +3 Vueltas |      |
| 14      | Enrique Escuder    | Yamaha      | +3 Vueltas |      |
| 15      | Angel M. Del Pozo  | Bultaco     | +4 Vueltas |      |
| Ret     | Rolf Thiele        | Maico       | Ret        |      |
| Ret     | Maurice Maingret   | Yamaha      | Ret        |      |
| Ret     | Benjamín Grau      | Derbi       | Ret        |      |
| Ret     | Gert Bender        | Bender      | Ret        |      |
| Ret     | Ángel Nieto        | Bridgestone | Ret        |      |
| Ret     | Herbert Rittberger | Yamaha      | Ret        |      |
| Ret     | Horst Seel         | Seel        | Ret        |      |
| Ret     | Ulrich Graf        | Yamaha      | Ret        |      |
| Ret     | Rolf Blatter       | Maico       | Ret        |      |
| Ret     | Angel Perurena     | Bultaco     | Ret        |      |
| Ret     | Matti Kinnunen     | Maico       | Ret        |      |
| Ret     | Claudio Lusuardi   | Derbi       | Ret        |      |
| Ret     | Ramon Anguera      | Bultaco     | Ret        |      |
| DNQ     | Jorge Navarrete    | Bultaco     | DNQ        |      |
| DNS     | Jaime Alguersuari  | Bultaco     | DNS        |      |
| DNS     | Henk Van Hessel    | Condor AGV  | DNS        |      |
| DNS     | Chas Mortimer      |             | DNS        |      |
| DNS     | Harald Bartol      | Suzuki      | DNS        |      |
| DNS     | Otello Buscherini  | Malanca     | DNS        |      |
| Fuente: |                    |             |            |      |

## Resultados 50cc
En la categoría menor cilindrada, España fue la primera de la temporada y Ángel Nieto debutó con la Van Veen-Kreidler que había comprado la Federación Española. El español ganó la carrera con facilidad mientras que el holandés Cees van Dongen que habá roto el motor en la sesión de entrenamientos, intentó acosar a Nieto en la carrera hasta que tuvo que retirarse por la rotura de la horquilla. Como resultado, Julien van Zeebroeck (Van Veen-Kreidler) subió al segundo lugar y el suizo Stefan Dörflinger (Kreidler) tuvo que conformarse con el tercer lugar.
| Pos.    | Piloto               | Moto              | Tiempo    | Pts. |
| ------- | -------------------- | ----------------- | --------- | ---- |
| 1       | Ángel Nieto          | Van Veen-Kreidler | 36' 16" 1 | 15   |
| 2       | Julien van Zeebroeck | Van Veen-Kreidler | +12"      | 12   |
| 3       | Stefan Dörflinger    | Kreidler          | +17" 4    | 10   |
| 4       | Eugenio Lazzarini    | Piovaticci        | +25" 4    | 8    |
| 5       | Nico Polane          | Kreidler          | +46" 6    | 6    |
| 6       | Herbert Rittberger   | Kreidler          | +52" 5    | 5    |
| 7       | Jaime Alguersuari    | Derbi             | +1' 05" 5 | 4    |
| 8       | Cees van Dongen      | Kreidler          | +1' 36" 1 | 3    |
| 9       | Rudolf Kunz          | Kreidler          | +1' 37" 2 | 2    |
| 10      | Joaquim Galí         | Derbi             | +1 Vuelta | 1    |
| 11      | Günter Schirnhofer   | Kreidler          | +1 Vuelta |      |
| 12      | Ricardo Tormo        | Kreidler          | +1 Vuelta |      |
| 13      | Ingo Emmerich        | Kreidler          | +1 Vuelta |      |
| 14      | F. Pérez             | Derbi             | +1 Vuelta |      |
| Ret     | Javier López         | Derbi             | Ret       |      |
| Ret     | Matti Kikhnunen      | Kreidler          | Ret       |      |
| Ret     | Jorge Navarrete      | Derbi             | Ret       |      |
| Ret     | Galembeck            | Kreidler          | Ret       |      |
| Ret     | Gerhard Thurow       | Kreidler          | Ret       |      |
| Ret     | Claudio Lusuardi     | Derbi             | Ret       |      |
| Ret     | Javier José Mira     | Derbi             | Ret       |      |
| Ret     | Ramon Galí           | Derbi             | Ret       |      |
| Ret     | Ulrich Graf          | Kreidler          | Ret       |      |
| Ret     | Rolf Blatter         | Kreidler          | Ret       |      |
| Ret     | Jan Huberts          | Jamathi           | Ret       |      |
| Fuente: |                      |                   |           |      |